# 켈빈 리어담
켈빈 리어담(Kelvin Leerdam, 1990년 6월 24일 ~ )은 수리남의 축구 선수로 현재 메이저 리그 사커의 로스앤젤레스 갤럭시에서 수비수로 활약하고 있다.

## 클럽 경력

### 페예노르트
2008년 11월 13일 리어담은 KNVB컵 경기에서 69분 카림 엘 아마디를 대신해 교체 투입되며 페예노르트 1군 첫 데뷔전을 치렀다. 이후 2008년 11월 16일 FC 트벤터와의 원정경기에서 87분 교체투입되며 에레디비시 데뷔도 마쳤다. 그리고 2008년 11월 27일 데포르티보 라코루냐와의 UEFA컵 원정경기에서도 교체투입되며 유럽 대회 데뷔전까지 치루게 된다.

### 피테서
2013년 1월 14일 피테서로 이적했다.

### 시애틀 사운더스
2017년 6월 1일 메이저 리그 사커의 시애틀 사운더스 FC로 이적하며 처음으로 네덜란드를 떠나 해외무대로 진출했다.
2019년 11월 10일 MLS컵 결승에서 선제골을 넣으며 팀의 3-1 승리와 함께 시애틀의 MLS컵 우승에 기여했다.

## 경력 통계
2017년 12월 9일  기준
| 클럽               | 시즌      | 리그             | 리그 | 리그 | 컵   | 컵   | 대륙 | 대륙 | 기타 | 기타 | 합계 | 합계 |
| 클럽               | 시즌      | 디비전           | 경기 | 득점 | 경기 | 득점 | 경기 | 득점 | 경기 | 득점 | 경기 | 득점 |
| ------------------ | --------- | ---------------- | ---- | ---- | ---- | ---- | ---- | ---- | ---- | ---- | ---- | ---- |
| 페예노르트         | 2008–09   | 에레디비시       | 16   | 1    | 1    | 0    | 2    | 0    | 2    | 0    | 21   | 1    |
| 페예노르트         | 2009–10   | 에레디비시       | 17   | 0    | 3    | 0    | —    | —    | —    | —    | 20   | 0    |
| 페예노르트         | 2010–11   | 에레디비시       | 22   | 3    | 1    | 0    | 1    | 0    | —    | —    | 24   | 3    |
| 페예노르트         | 2011–12   | 에레디비시       | 31   | 1    | 1    | 0    | —    | —    | —    | —    | 32   | 1    |
| 페예노르트         | 2012–13   | 에레디비시       | 11   | 0    | 1    | 0    | 4    | 0    | —    | —    | 16   | 0    |
| 페예노르트         | 합계      | 합계             | 97   | 5    | 7    | 0    | 7    | 0    | 2    | 0    | 107  | 5    |
| 피테서             | 2013–14   | 에레디비시       | 26   | 8    | 2    | 0    | 2    | 0    | 2    | 0    | 32   | 8    |
| 피테서             | 2014–15   | 에레디비시       | 20   | 2    | 3    | 0    | —    | —    | —    | —    | 23   | 2    |
| 피테서             | 2015–16   | 에레디비시       | 15   | 1    | 1    | 0    | 2    | 0    | —    | —    | 18   | 1    |
| 피테서             | 2016–17   | 에레디비시       | 28   | 1    | 5    | 1    | —    | —    | —    | —    | 33   | 2    |
| 피테서             | 합계      | 합계             | 89   | 12   | 11   | 1    | 4    | 0    | 2    | 0    | 106  | 13   |
| 시애틀 사운더스 FC | 2017      | 메이저 리그 사커 | 20   | 1    | —    | —    | —    | —    | —    | —    | 20   | 1    |
| 시애틀 사운더스 FC | 2018      | 메이저 리그 사커 | 28   | 0    | —    | —    | —    | —    | —    | —    | 28   | 0    |
| 시애틀 사운더스 FC | 2019      | 메이저 리그 사커 | 33   | 6    | 1    | 0    | —    | —    | —    | —    | 34   | 6    |
| 시애틀 사운더스 FC | 합계      | 합계             | 81   | 7    |      |      |      |      |      |      | 82   | 7    |
| 경력 합계          | 경력 합계 | 경력 합계        | 206  | 24   | 19   | 2    | 11   | 0    | 4    | 0    | 295  | 25   |

1. ↑  UEFA컵 출전 경기 포함
2. 1 2  에레디비시 유러피안 플레이오프 출전 경기 포함
3. 1 2 3  UEFA 유로파리그 출전 경기 포함
4. ↑  UEFA 챔피언스리그 2경기, UEFA 유로파리그 2경기

## 수상 내역

### 클럽
피테서
- KNVB컵: 2016-17

시애틀 사운더스 FC
- MLS컵: 2019